# 耶律必攝
耶律必攝（?—?），字箴堇，为辽太宗第五子，宫人萧氏所生。
辽穆宗时，耶律必攝密告皇帝族人恒持和萧啜里畏罪潜逃，被穆宗信任。耶律必攝进谏穆宗不要嗜酒妄杀，一次保护一个监养鹿官被杀。969年四月，辽景宗封他为越王。973年，耶律必攝攻打党项立功，后病卒。    

## 传記資料
- 《遼史》皇子表